# Epichoristodes spinulosa
Epichoristodes spinulosa es una especie de polilla del género Epichoristodes, tribu Archipini, familia Tortricidae. Fue descrita científicamente por Meyrick en 1924.

## Distribución
La especie se distribuye por Sudáfrica.